# Jarvis Gaidzinski
Jarvis Gaidzinski (Criciúma, 1 de dezembro de 1938 – 22 de setembro de 2002) foi um político brasileiro.

## Vida
Filho de Maximiliano Gaidzinski e de Otávia Búrigo Gaidzinski, bacharelou-se em direito.

## Carreira
Foi deputado à Assembleia Legislativa de Santa Catarina na 10ª legislatura (1983 — 1987) e na 11ª legislatura (1987 — 1991), eleito pelo Partido Democrático Social (PDS).
Foi eleito deputado federal em 1990 pelo Partido Liberal (PL), na 49ª legislatura.